# Walther Stennes
Walther Franz Maria Stennes (Fürstenberg, 12 aprile 1895 – Lüdenscheid, 19 maggio 1983) è stato un generale e politico tedesco, leader delle Sturmabteilung (SA, assaltatori, o "camicie brune") del Partito Nazionalsocialista a Berlino e l'area circostante.

## Biografia
Stennes era stato un ufficiale dell'esercito regolare nella Reichswehr, un capitano di polizia e un leader dei Freikorps, nonché un trafficante di armi. Era OSAF Stellvertreter Ost (vice capo supremo delle SA dell'Est) nelle SA e, dopo aver preso il posto di Kurt Daluege, uno dei sette vice regionali di Franz Pfeffer von Salomon. Nell'agosto 1930 guidò l'omonima rivolta contro le politiche e le pratiche di Adolf Hitler nell'uso della SA e lo scopo sottostante dell'organizzazione paramilitare.
Stennes vedeva le SA come un gruppo rivoluzionario, l'avanguardia di un ordine nazional-socialista che avrebbe rovesciato con la forza l'odiata repubblica, si lamentò del fatto che l'avanzamento all'interno della SA era impropriamente basato sul clientelismo e sul favoritismo piuttosto che sul merito, si oppose all'approccio rispettoso della legge che Hitler aveva adottato dopo il Putsch di Monaco e non gradì l'ordine hitleriano per porre fine agli attacchi di strada contro comunisti ed ebrei. Disobbendendo alle direttive che gli arrivavano dall'alto, Stennes strinse legami con il Partito Popolare Nazionale Tedesco e lo Stahlhelm.
Il 7 agosto 1930 Joseph Goebbels, il Gauleiter di Berlino, incontrò Stennes e altri ufficiali delle SA nella città: Stennes chiese tre seggi elettorali e ventilò in caso di rifiuto una "rivoluzione di palazzo", sostenendo che si sarebbe dimesso e avrebbe portato con sé l'80% delle SA di Berlino (circa 15.000 uomini). Hitler ignorò l'iniziativa di Stennes e non gli concesse udienza quando questi venne a Monaco per cercare di incontrarlo. La richiesta degli inserimenti nelle liste elettorali venne costantemente respinta.
Il 27 agosto Stennes minacciò di nuovo Goebbels: voleva i tre seggi del Reichstag, più soldi per le SA e più potere politico nel movimento. Hitler rifiutò nuovamente di dare seguito alle richieste. Pfeffer si era ormai dimesso e Hitler assicurò a Goebbels che avrebbe mandato il capo di stato maggiore delle SA, Otto Wagener, per sistemare le cose nelle SA. Stennes decise che era necessario agire. Di conseguenza, le SA di Berlino rifiutarono di fornire protezione per Goebbels durante il suo discorso allo Sportpalast del 30 agosto 1930, e i suoi uomini sfilarono invece alla Wittenbergplatz, manifestando contro Goebbels. Questi si rivolse quindi alle SS, che fornirono la sicurezza e la protezione necessarie durante l'incontro e che furono poi incaricate di proteggere l'ufficio del Gau a Berlino.
Le SA presero quindi d'assalto l'ufficio del Gau sulla Hedemannstrasse, ferendo gli uomini delle SS e distruggendo i locali. Goebbels rimase scioccato dall'entità del danno fatto e informò Hitler, che lasciò il Festival Wagner a Bayreuth e volò immediatamente a Berlino. I due finalmente si incontrarono e giunsero a un accordo, sottoscritto su queste basi: Hitler assunse personalmente la carica di Capo Supremo delle SA e delle SS (diventando così Partei- und Oberster SA-Führer) mentre i membri delle SA avrebbe ricevuto un finanziamento straordinario - un prelievo speciale di 20 pfennig sarebbe stato applicato sulle quote del partito per pagarlo - e l'assistenza legale pagata dal partito qualora fossero stati arrestati in servizio.
Dopo le elezioni del 1930, in cui il NSDAP ebbe uno straordinario successo, sembrò che la "politica di legalità" fosse quella giusta. Stennes tuttavia si rifiutò di accetterla e l'anno seguente tornò alla carica con nuove proteste: in conseguenza di ciò, venne espulso dal partito (Hitler lo definì "un socialista da salotto"). Stennes allora fondò la Lega Combattente Nazionalsocialista di Germania (Nationalsozialistische Kampfbewegung Deutschlands, NSKD) e si legò a Otto Strasser e Hermann Ehrhardt. Ci sono alcune prove che Stennes potrebbe essere stato pagato dal governo del cancelliere tedesco Heinrich Brüning con l'intenzione di provocare un conflitto all'interno del movimento nazista.
Dopo che i nazisti presero il potere nel 1933, Stennes andò in esilio con sua moglie e sua figlia. Hermann Göring gli aveva fatto promettere di lasciare immediatamente il Paese e di non stabilirsi in Svizzera, per cui Stennes si trasferì in Cina. Arrivato a Shangai il 19 novembre 1933, fu consigliere militare del Kuomintang di Chiang Kai-shek fino al 1949. In seguito alla vittoria maoista nella guerra civile cinese, Stennes tornò in Germania. Nel 1951 fu tra i membri del piccolo movimento di estrema destra Partito Sociale Tedesco, ma dopo la scomparsa di questo si ritirò a vita privata. Nel 1957 fece appello alla Corte Federale per essere riconosciuto come vittima del nazismo, ma la sua domanda non venne accolta.